# Бротен, Даниэль
Да́ниэль Омойя Бро́тен (норв. Daniel Omoya Braaten; род. 25 мая 1982[…], Осло) — норвежский футболист, полузащитник. Выступал в сборной Норвегии.

## Клубная карьера

### Ранняя карьера
Родился в Осло, Бротен начал свою карьеру в своей родной Норвегии, его первым профессиональным клубом до прихода в «Русенборг» стал «Шейд». Перед подписанием контракта с «Русенборгом», Бротен привлёк интерес со стороны различных клубов в Норвегии и за рубежом, был судебный процесс с французским клубом «Ланс» в конце 2003 года, связанный с Даниэлем Фредхеймом Хольмом. Бротен, однако, тренировался с «Русенборгом» с начала осени 2002 года, когда у него ещё был действующий договор со «Шейдом», в 2004 году был подписан контракт с «Русенборгом», сумма контракта составила около 250 000 £.
Бротен стал одним из самых представительных игроков Типпелиги, за его красочный, нетрадиционный и художественный стиль игры. Он стал известен в особенности за его отдельные технические навыки и физическую силу, и как игрок, который делал неожиданные вещи на поле, что удивительно по отношению к другим игрокам, а также аудитории. Он был известен не только своими темпами, но и его использованием seal dribble.

### «Болтон Уондерерс»
3 августа 2007 года Бротен подписал контракт с «Болтоном», как сообщалось, за 450 тысяч фунтов стерлингов и забил свой первый гол в АПЛ чуть более 3-х недель спустя, забив 3 гол «Болтона» (окончательный счёт 3-0) в матче против «Рединга».

### «Тулуза»
После тяжёлого сезона в Англии, Бротен подписал 3-летний контракт с французской «Тулузой» 25 июня 2008 года. Он был включён в качестве части сделки, которая предусматривала обмен Юхана Эльмандера на него. Он забил свой первый гол за «Тулузу» в победном матче (4:1) над «ПСЖ».

## Национальная сборная
Бротен дебютировал за сборную Норвегии в 2004 году, когда ещё играл за «Шейд» в Адекколиге, второй высшей лиги в Норвегии. За Норвегию сыграл 25 матчей, забил 2 гола.

### Голы за сборную
| № | Дата            | Стадион                 | Соперник  | Счёт | Результат | Соревнование             |
| - | --------------- | ----------------------- | --------- | ---- | --------- | ------------------------ |
| 1 | 20 апреля 2005  | А. Ле Кок Арена, Таллин | Эстония   | 2:1  | Победа    | Товарищеский матч        |
| 2 | 6 июня 2007     | Уллевол, Осло           | Венгрия   | 4:0  | Победа    | Евро-2008 (квалификация) |
| 3 | 11 июня 2013    | Уллевол, Осло           | Македония | 2:0  | Победа    | Товарищеский матч        |
| 4 | 15 октября 2013 | Уллевол, Осло           | Исландия  | 1:1  | Ничья     | ЧМ-2014 (квалификация)   |